# 麥金塔

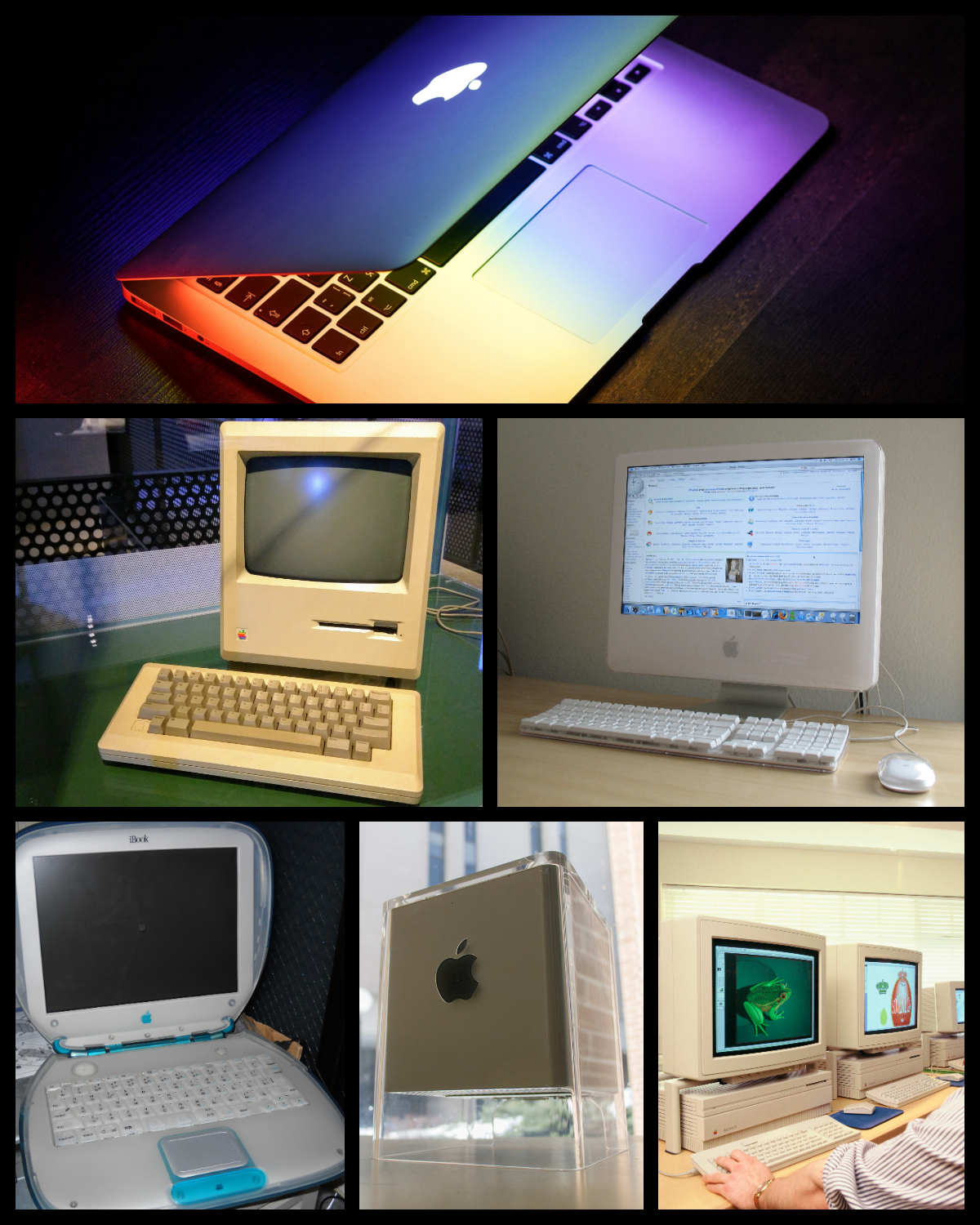
顺时针方向为：MacBook Air (2015)、iMac G5 20" (2004)、Macintosh II (1987)、Power Mac G4 Cube (2000)、iBook G3 Blueberry (1999)和original Macintosh 128K (1984)

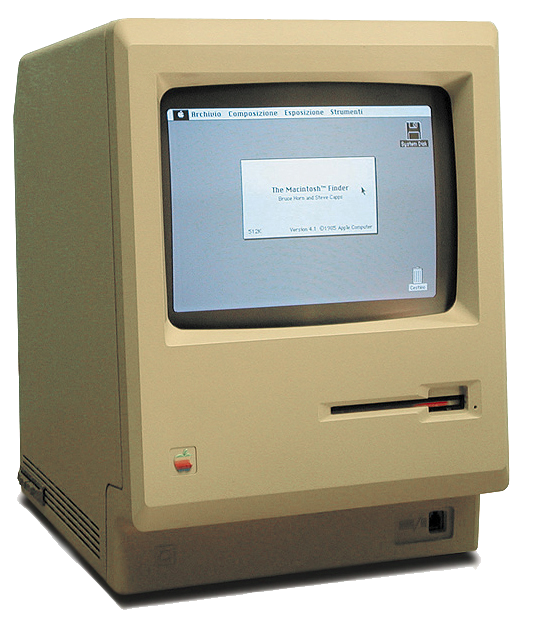
蘋果公司於1984年生產的Mac電腦128K型號

麦金塔电脑（英語：Macintosh，/ˈmækintɒʃ/，1998年后多被简称为Mac），是自1984年1月起由苹果公司设计、开发和销售的個人電腦系列產品。目前出售的 Mac 搭载的是 Apple 基于 UNIX 的macOS操作系统，与并且仅与 Mac 电脑捆绑销售。该操作系统于2001年取代了最初的 Classic Mac OS。

## 历史

### 1979–1985（前乔布斯时期）
1981年IBM PC的推出，撼动了70年代末以来Apple II的市场地位。作为回应，Apple于1983年推出了Lisa电脑，它的灵感来源于施乐之星，但其直观的图形化操作超越了前者，然而，其高昂的售价和匮乏的软件生态，其在商业上相当失败。
在 Lisa 研发的同时，苹果公司内部的一个臭鼬工厂团队也在进行 Macintosh 项目。Macintosh 由杰夫·拉斯金于 1979 年构思，旨在为大众提供价格合理、易于使用的电脑。拉斯金以他最喜欢的苹果品种McIntosh为这台电脑命名。最初的团队由拉斯金、硬件工程师伯勒尔·史密斯和苹果联合创始人史蒂夫·沃兹尼亚克组成。1981 年，史蒂夫·乔布斯离开 Lisa 团队加入 Macintosh，由于沃兹尼亚克在一次飞机失事后暂时缺席，他得以逐渐掌控项目。在乔布斯的领导下，Macintosh与 Lisa 越来越相似，配备了鼠标和图形界面，但价格只有 Lisa 的四分之一。
1984年1月，第一代Macintosh电脑发布时，《纽约时报》将其描述为“革命性的” 。最初的销量达到了预期，但由于性能低下、只有一个软盘驱动器导致需要频繁更换磁盘，以及最初缺乏应用程序，销量有所下降。最初的Macintosh团队成员大多离开了苹果，在乔布斯被首席执行官约翰·斯卡利逐出公司后，一些人跟随乔布斯创立了NeXT。
尽管如此，初代 Macintosh 还是激发了开发人员的热情，纷纷为其开发新程序，包括PageMaker、Excel。后来苹果很快发布了性能更佳且配备外置软盘驱动器的Macintosh 512K 。  Macintosh 被认为普及了图形用户界面，乔布斯对印刷术的迷恋赋予了它前所未有的字体和字型种类，如斜体、粗体、阴影和轮廓。它是第一台所见即所得的计算机——且在很大程度上得益于 PageMaker 和苹果的LaserWriter打印机；它点燃了桌面出版市场，使 Macintosh 从早期的大失所望一跃至显著成功。

### 1985-1997（发展与挑战）
在 1980 年代中期，Apple 内部的创新与市场策略之间存在着冲突。1985 年，比尔·阿特金森将他关于知识平板电脑的构想，转变为一个名为 HyperCard 的 Macintosh 程序。这款程序允许用户以卡片形式存储和关联文本、图像、音频和视频等各种信息，其功能类似于一个数字化的“记忆辅助设备”（memex）。该程序于 1987 年发布，并随每台 Macintosh 免费捆绑。然而，在同一时期，苹果的另一项产品——Macintosh Portable 笔记本电脑却遭遇了失败。这款产品由时任 Macintosh 部门负责人让-路易·加西主导，虽然拥有许多高级功能，但其高昂的价格和笨重的体积（几乎与初代 Macintosh 一样重），使其在市场上无人问津。
苹果 CEO 约翰·斯卡利坚持 Macintosh 走高利润路线，拒绝降低价格或将 Mac OS 授权给其他厂商，这限制了 Macintosh 市场份额的增长。然而，公司内部的一些员工私下开发了更具价格竞争力的 Mac 电脑，以满足市场的强烈需求。这一“叛逆”的项目最终获得了高层的支持，并于 1990 年推出了 Macintosh LC 和售价低于 1000 美元的 Macintosh Classic。这些平价机型在五年内将 Mac 的销量提高了十倍。随后，在 1991 年，苹果推出了革命性的笔记本电脑 PowerBook 100。它比 Macintosh Portable 更小、更轻，并且首次在键盘前方设计了掌托和轨迹球。这款产品在一年内创造了 10 亿美元的收入，并帮助 Mac 在个人电脑市场中占据了 10% 到 15% 的份额。
在 1990 年代中期，苹果面临着严重的运营问题。在继任 CEO 迈克尔·斯宾德勒的领导下，苹果推出了数量众多、几乎没有区别的机型，令消费者感到困惑。同时，许多新产品都存在质量控制问题，例如 PowerBook 5300 就因起火问题被多次召回。面对微软 Windows 95 的巨大成功，苹果的市场份额急剧下滑。公司尝试开发新的操作系统也屡次失败，导致其硬件和软件都停滞不前。到 1997 年，苹果的市场份额已从 1993 年的 9.4% 暴跌至 3.1%。在陷入财务困境之际，斯宾德勒的继任者吉尔·阿梅里奥(于1993年继任)决定收购 NeXT 公司，此举不仅为苹果带来了其下一代操作系统，更重要的是，它促成了乔布斯在 1997 年初重返苹果公司。

### 1997-2011（后乔布斯时期）
1997年中期，史蒂夫·乔布斯重新回到苹果公司，将原来由近20款麦金塔电脑组成的复杂产品线减至1999年中期的4款：Power Macintosh G3, iMac，PowerBook G3 , iBook。这四款产品都凭借其高性能、有竞争力的价格和美观的工业设计在商业上取得了关键的成功，帮助苹果重新盈利。
2006年，麦金塔电脑开始向英特爾平台遷移，大约在这个时候，苹果公司逐渐淘汰了麦金塔这个名字，取而代之的是其缩写“Mac”。Mac这个绰号自第一款产品面世以来就一直被广泛使用。

## 指令集架构
麦金塔电脑（Mac）在历史上曾经3次更换指令集架构。
- 1994年，Mac从摩托罗拉68000系处理器（英语：Motorola 68000 series）迁移至PowerPC處理器。[5]
- 2005年至2006年，Mac從PowerPC處理器遷移至Intel平台處理器。[6]
- 2020年至2023年，Mac從Intel平台處理器遷移至蘋果處理器。[7][8]

## 硬件
苹果将其硬件生产外包给富士康、和硕等亚洲制造商。作为一家高度垂直整合的公司，苹果开发了自己的操作系统和芯片，对产品的各个方面都进行了严格的控制，并在硬件和软件之间实现了深度集成。
所有在产的 Mac 都使用基于ARM的Apple Silicon处理器，并因其性能和能效而广受好评。可以通过Rosetta 2转换层运行英特尔应用程序，以及原生运行通过App Store获取的iOS和iPadOS应用程序。这些 Mac 机型配备了高速Thunderbolt或USB 4连接，速度高达 40 Gbit/s。 Apple Silicon Mac 具有定制的GPU，不是传统意义上的显卡。 MacBook 使用 USB-C 或MagSafe连接器充电，具体取决于型号。
苹果公司销售 Mac 的配件，包括Studio Display和Pro Display XDR外接显示器 、 AirPods系列无线耳机以及键盘和鼠标，例如妙控键盘、妙控板和妙控鼠标。

## 软件
最初Mac的預設作業系統命名為：System Software，至System 7.5.1起正式改名為Mac OS。2001年发布了Mac OS X，此后大版本号停留在10上。10.8 Mountain Lion起命名為OS X，10.12 Sierra起，為與其他平台作業系統iOS、watchOS、tvOS等命名方式相符合，又更名為macOS。2020年，引進ARM架構改寫的macOS 11 Big Sur被官方公佈，大版本號正式脫離10。
MacOS X 是 NextSTEP 和FreeBSD的衍生产品。它使用XNU内核，macOS 的核心已开源为Darwin操作系统。 macOS 采用Aqua用户界面、Cocoa框架集以及Objective-C和Swift编程语言。 Mac 通过接力、随航、通用控制和通用剪贴板等“连续互通”功能，与包括 iPhone 和 iPad 在内的其他 Apple 设备深度集成。

## 产品时间线
来源：Glen Sanford, Apple History, apple-history.com

## 当前的 Mac 型号
| 发表日期         | 型号                            | 处理器                     |
| ---------------- | ------------------------------- | -------------------------- |
| June 13, 2023    | Mac Pro (2023)                  | Apple M2 Ultra             |
| November 8, 2024 | iMac (24-inch, 2024)            | Apple M4                   |
| November 8, 2024 | Mac Mini (2024)                 | Apple M4 or M4 Pro         |
| November 8, 2024 | MacBook Pro (14-inch, 2024)     | Apple M4, M4 Pro or M4 Max |
| November 8, 2024 | MacBook Pro (16-inch, 2024)     | Apple M4 Pro or M4 Max     |
| March 12, 2025   | MacBook Air (13-inch, M4, 2025) | Apple M4                   |
| March 12, 2025   | MacBook Air (15-inch, M4, 2025) | Apple M4                   |
| March 12, 2025   | Mac Studio (2025)               | Apple M4 Max or M3 Ultra   |